# Faïence de l'Argonne

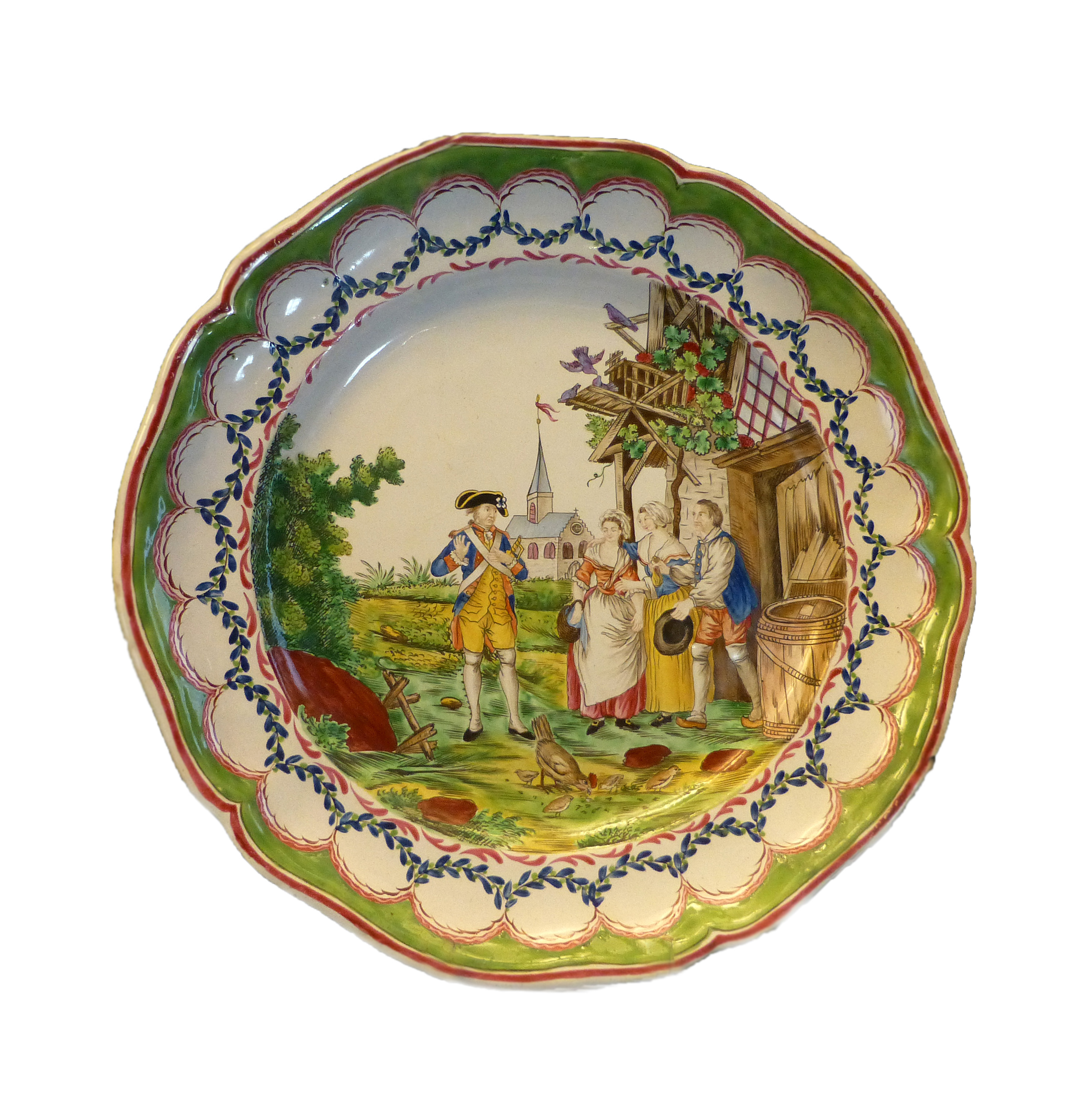
Histoire du maréchal des logis Gillet : la récompense, manufacture des Islettes (Musée Lorrain)

La faïence d'Argonne provient de 14 faïenceries se situant en Argonne entre la Marne et la Meuse : 
les Islettes (ou le bois d'Épense), Clermont-en-Argonne, Rarécourt, la Grange le Comte, Salvange, Montgarny, Froidos, Lavoye et Waly pour les plus importantes.
Il faut ajouter : La Vignette, Brizeaux, Le Claon, Autrecourt et Boureuilles.
Les faïenceries de l'Argonne ont été actives de 1708 à 1880. Elles étaient idéalement situées dans la forêt d'Argonne qui leur procurait toutes les ressources dont elles avaient besoin : le bois, l'eau et la terre.

## Histoire

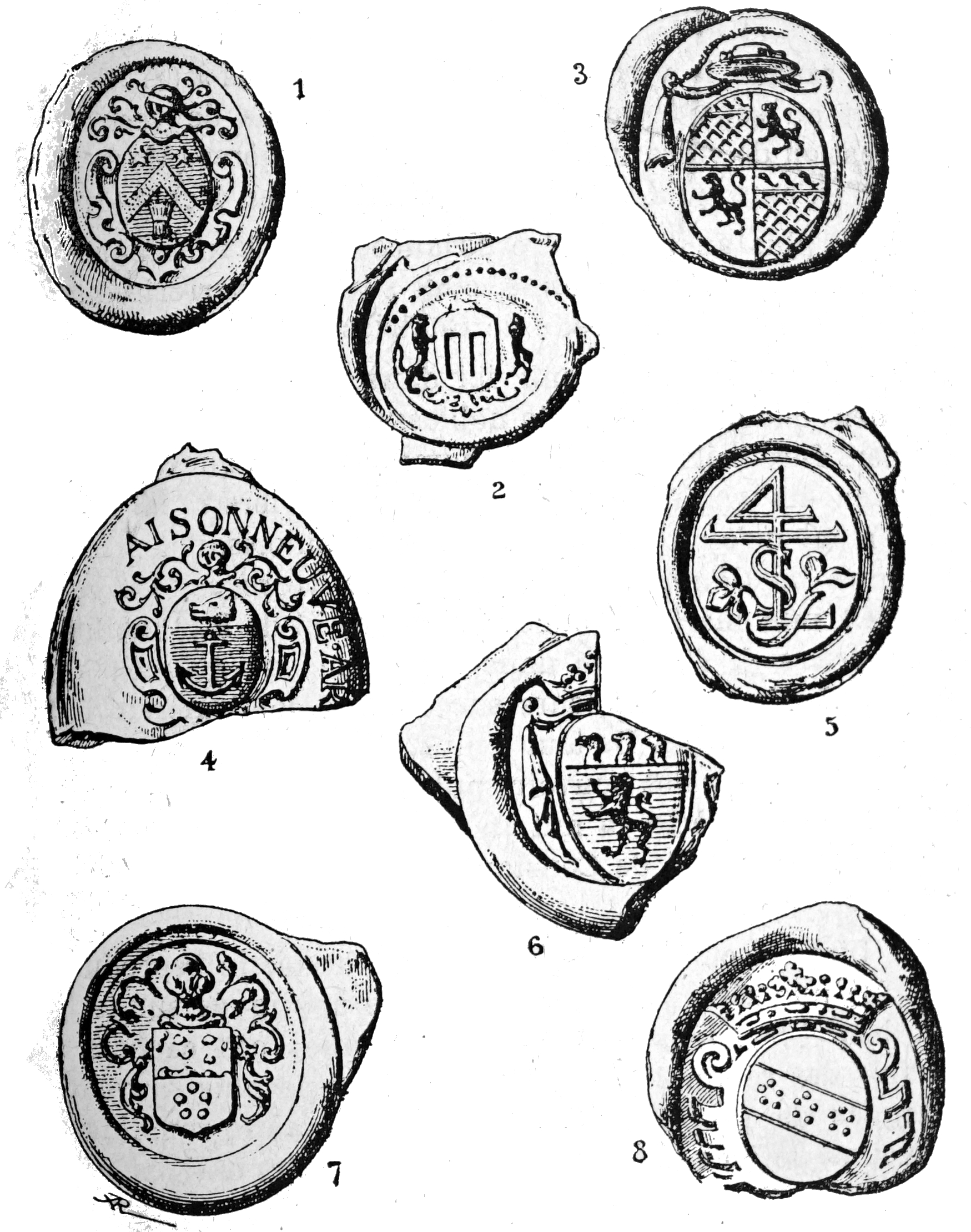
Estampilles de celle des Islettes.
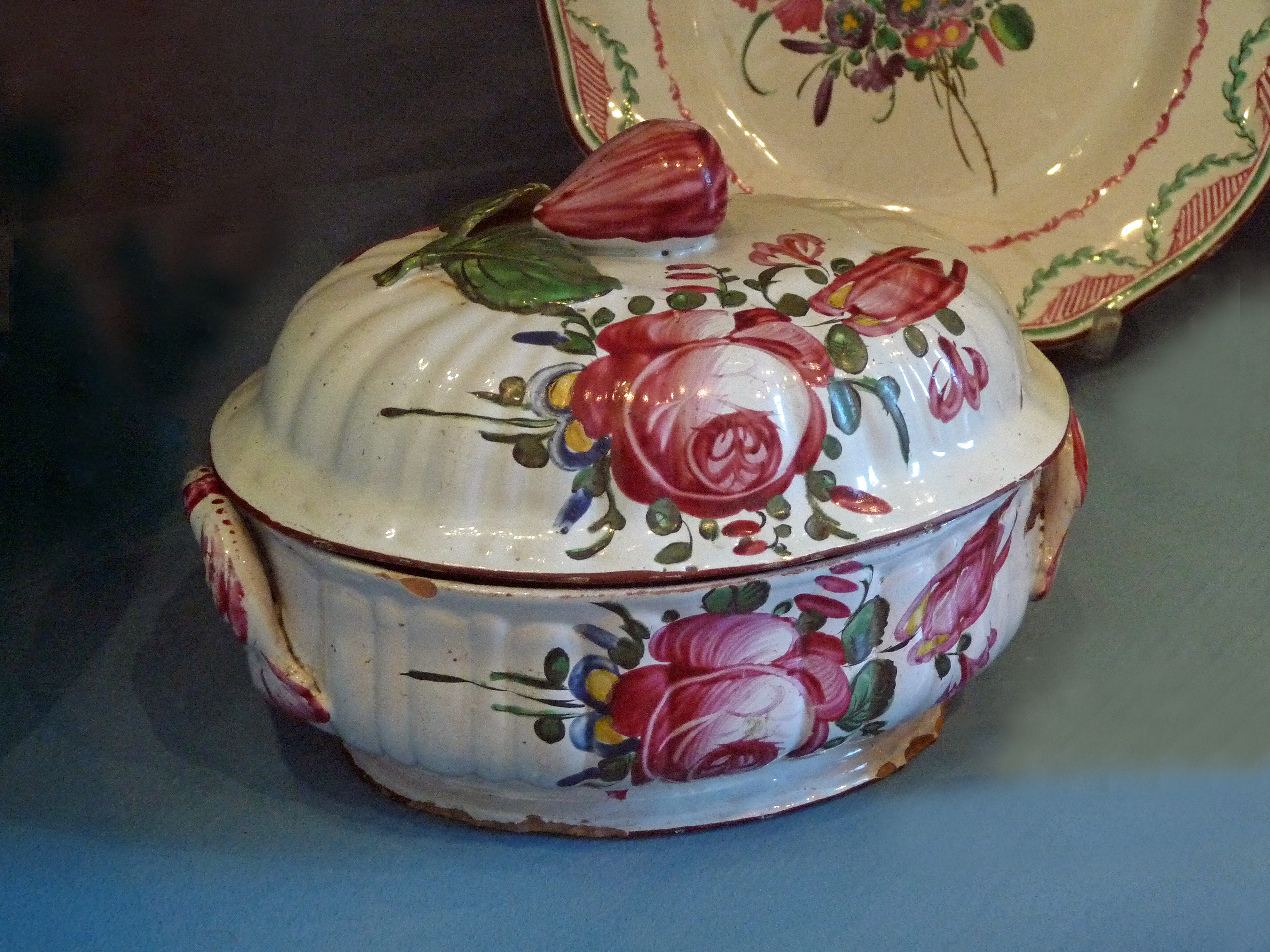
Légumier,
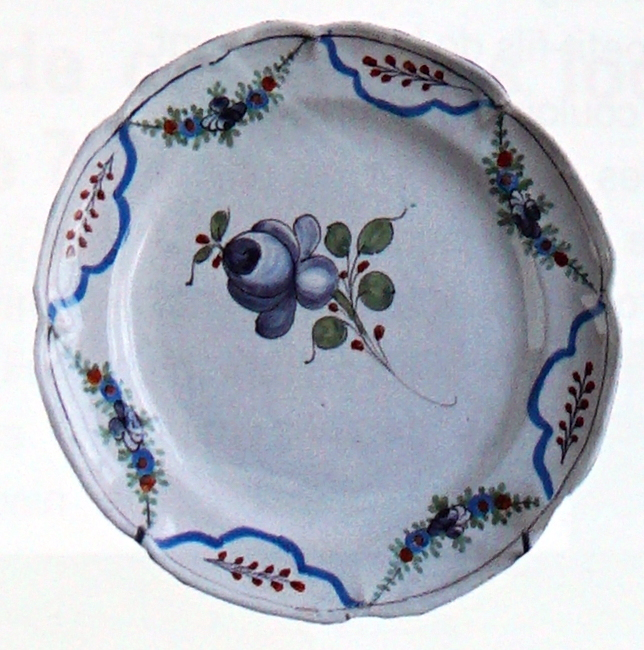
assiette, musée barrois,
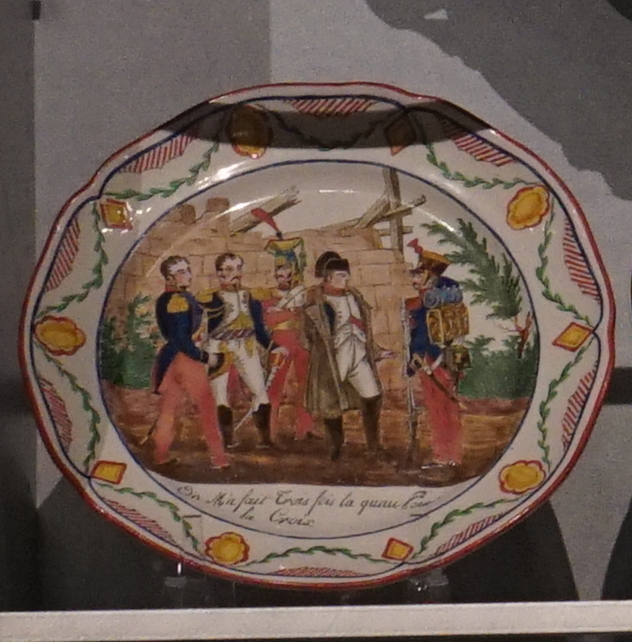
au Musée des Beaux-Arts de Reims,
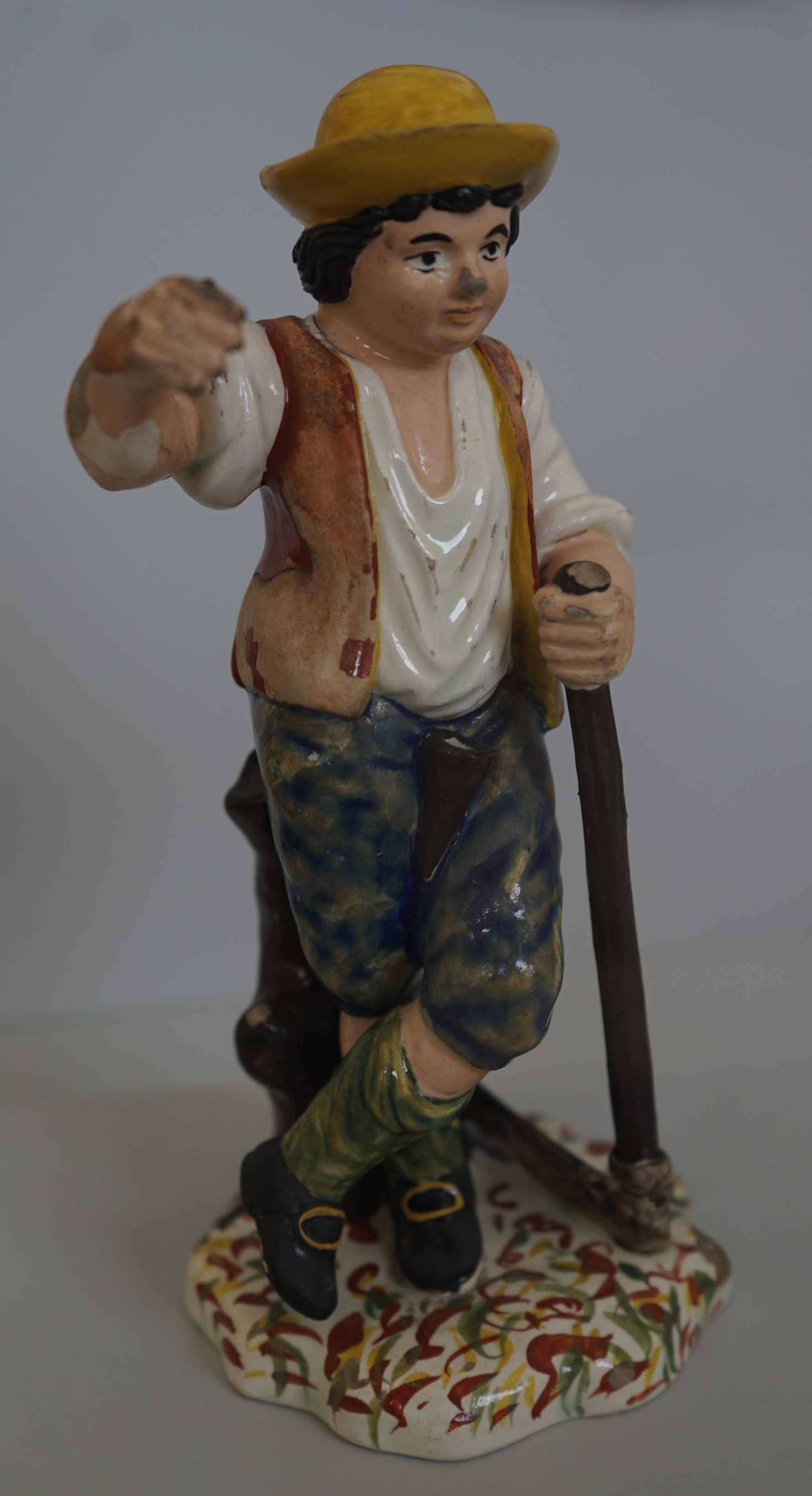
statuette au Musée de la céramique et de l'ivoire de Commercy.

La première faïencerie d'Argonne est créée en 1708 à Waly par Mathieu Nicolas et Nicolas Leclerc, maître particulier des eaux et forêts à Clermont-en-Argonne. En 1718, ce dernier fonde la faïencerie de Clermont et c'est également l'un de ses fils qui ouvre en 1735 la faïencerie du Bois d'Épense. Cependant les débuts des faïenceries en Argonne sont chaotiques et celles-ci sont mal perçues par la population : en 1724, les habitants de Clermont demandent que la faïencerie soit transférée à l'extérieur du village et la faïencerie du Bois d'Epense doit fermer ses portes en 1742.
C'est à partir de 1763 que la faïencerie prend son essor : les faïenceries de Salvange, Lavoye et Montgarny sont créées et celle du Bois d'Epense reprend ses activités. Les affaires restent florissantes jusqu'en 1840.
La crise économique de 1847-48 entraîne la fermeture d'une grande partie des faïenceries d'Argonne entre 1847 et 1853 (Bois d'Epense, Lavoye, Montgarny et Waly). Quelques années plus tard, entre 1860 et 1863, les dernières faïenceries argonnaises ferment (Le Claon, Froidos, Salvange et Clermont).
La matière première présente sur place, bois, argile, avait déjà été utilisée par les gaulois et les romains.

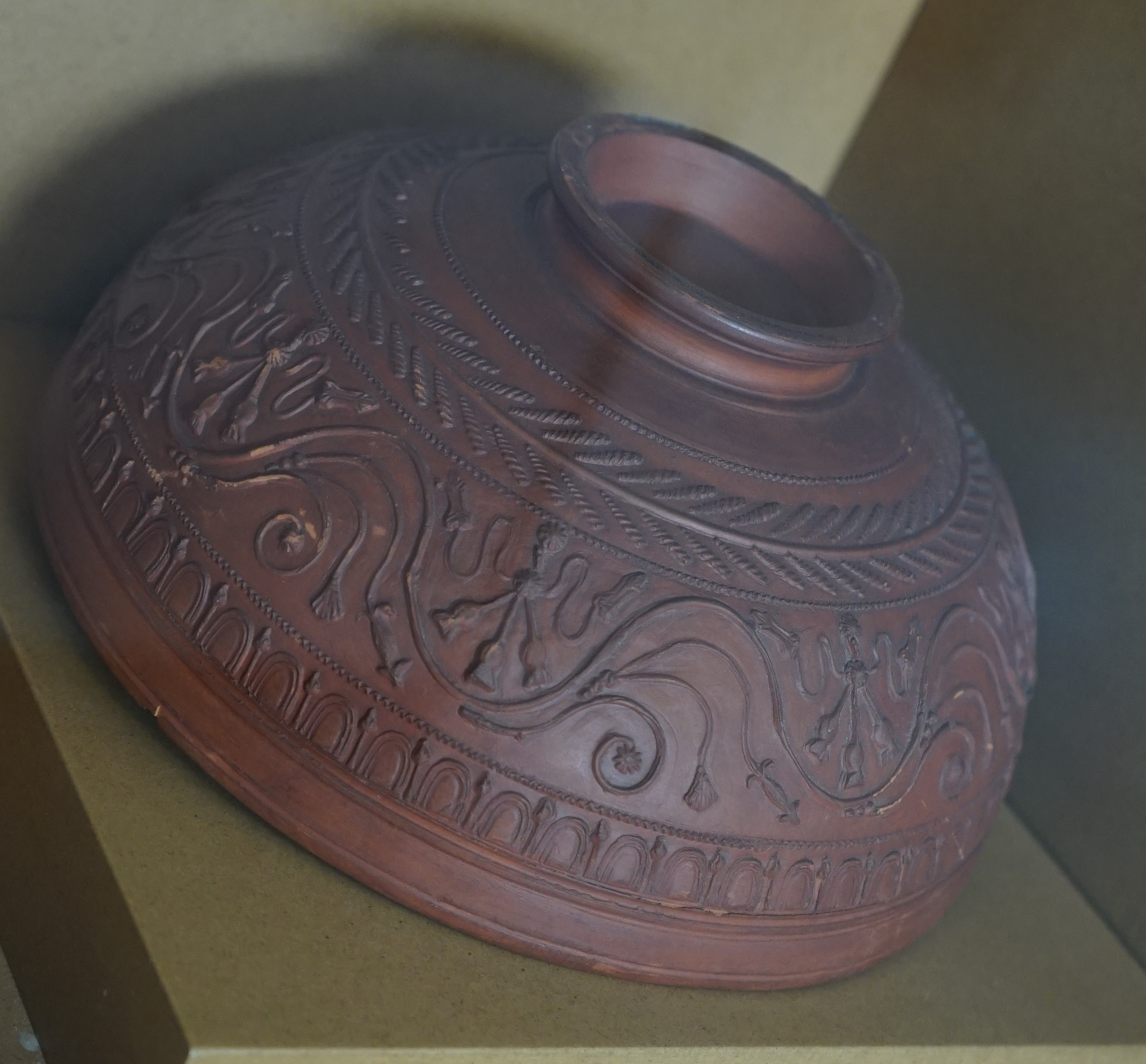
Bol moulé.
Sigillée d'Argonne du IIIe siècle au Musée de la céramique et de l'ivoire de Commercy.